# Alexandre Vieira de Carvalho
Alexandre Manuel Vieira de Carvalho,2.º barão, 1.º Visconde com Grandeza e 2.º conde de Lajes. GCNSC (Rio Grande, 21 de fevereiro de 1817  — Londres, 11 de dezembro de 1876 ) foi um militar, diplomata e político brasileiro.
Era filho de João Vieira de Carvalho, 1.º Barão, 1.º Conde e 1.º Marquês de Lajes, e de Sebastiana Benevenuta Marques Portelli. Casou-se com Maria Caetana Eudóxia de Almeida Torres.

## Biografía
Foi comandante militar e diretor da Colônia de Nova Friburgo, vereador da Casa Imperial Brasileira e cafeicultor nas regiões de Paraíba do Sul e de Macaé. Foi nomeado marechal efetivo em 1827. Foi seis vezes ministro de Estado, cinco da Guerra e uma interino do Império.
Atuou como chefe de chancelaria e adido cultural na Inglaterra.

## Títulos e Honras
Foi sucessivamente agraciado com os títulos de barão, por decreto de 18 de outubro de 1829, de visconde com grandeza, por decreto de 3 de fevereiro de 1866, e de conde, por decreto de 23 de setembro de 1874.

### Honras
Era também oficial da Imperial Ordem da Rosa e grã-cruz das ordens da Conceição de Vila Viçosa, de Isabel a Católica, de Francisco José, de São Estanislau, e da Coroa de Ferro.